# Udaltsova (cràter)
Udaltsova és un cràter d'impacte en el planeta Venus de 26,7 km de diàmetre. Porta el nom de Nadejda Udaltsova (1885-1961), pintora russa, i el seu nom va ser aprovat per la Unió Astronòmica Internacional el 1994.